# 李公樂
李公樂 (1970年—Kung-Lok Lee)，香港电影导演。

## 生平
他毕业于平面设计专业，1991年到广州美术学院学习绘画。1996年在朋友的介绍下开始加入电影业，他一开始从场记做起，后成为副导演、导演。
2003年与黄精甫联合导演独立电影《福伯》并大获好评，后与黄精甫成立红旗制作有限公司。
2006年他执导了“亚洲新星导”系列中的一部作品《師奶唔易做》，讲述家庭妇女追求梦想的平凡故事。

## 电影
- 《福伯》（2003年），与黄精甫联合导演
- 《再說一次我愛你》（2005年），與余偉國聯合导演
- 《師奶唔易做》（2006年），导演
- 《夺标》(2008年)，副导演
- 《跟我的前妻谈恋爱》(2010年)，导演
- 《美丽密令》 (2010年)，副导演
- 《潮性办公室》(2011年)，与詹瑞文联合导演
- 《豪情3D》(2014年)，导演